# Kirch-Affäre
Als Kirch-Affäre wird ein Skandal in der deutschen Fußball-Bundesliga bezeichnet, der im Jahr 2003 aufgedeckt wurde.
Verwickelt in diesen Skandal waren der FC Bayern München und die Kirch-Gruppe, das damalige Firmenkonglomerat des Medienunternehmers Leo Kirch. Nach der Zerschlagung der Kirch-Gruppe wurde bekannt, dass sie für Vereinbarungen unter Ausschluss der anderen Vereine Geld an den FC Bayern München überwiesen hatte. Der Vertrag ging ursprünglich um 190 Millionen Mark, bis zur Zahlungsunfähigkeit der Kirch-Gruppe im Dezember 2002 flossen insgesamt geschätzt 40 Millionen Mark.
Die Vereinbarungen vom 3. Dezember 1999 sahen unter anderem vor, dass der Verein Lobbyarbeit für die zentrale Vermarktung der Fernsehrechte der Bundesliga betrieb und unter der Bedingung der Rechtevergabe an die Kirch-Gruppe dafür entschädigt werden sollte.
Im Folgenden setzte sich der FC Bayern München für die Rechtevergabe an Kirch ein, Bayern-Manager Uli Hoeneß ließ sich in das Drei-Mann-Gremium wählen, das für die Verhandlungen zuständig war und der Liga nicht alle Angebote vortrug.
Am 28. April 2000 vergab der Liga-Ausschuss die TV-Rechte an Kirch, obwohl es ein deutlich höheres Konkurrenzangebot gab.
Die DFL stellte in ihrer rechtlichen Bewertung Verstöße gegen die Statuten sowie „moralisch verwerfliches Verhalten“ fest. Der Vertrag der Bayern mit der Kirch-Gruppe sei vorlagepflichtig gewesen und die Bayern hätten die Gelder „der gesamten Liga zur Verfügung stellen müssen“. Zudem hätte der Klub das Solidaritätsprinzip der gesamten Liga missbraucht „und somit gegen die im Sport unverzichtbare Fairness verstoßen.“
Im April 2003 kam es zu einem Vergleich, der FC Bayern verpflichtete sich zur Zahlung von drei Millionen Euro. Aufgrund dieser Vorfälle wurden die Verantwortlichen des FC Bayern unter anderem als Lobbyisten der Kirch-Gruppe bezeichnet. Auch nach dem Vergleich wurde von der DFL das Verhalten der Verantwortlichen des FC Bayern als „moralisch verwerflich“ bezeichnet.